# Aberdeen (Ohio)
Pour les articles homonymes, voir Aberdeen (homonymie).
Aberdeen est un village du comté de Brown, dans l'État de l'Ohio. Il est relié à Maysville par deux ponts qui traversent l'Ohio.

## Source
- (en) Cet article est partiellement ou en totalité issu de l’article de Wikipédia en anglais intitulé « Aberdeen, Ohio » (voir la liste des auteurs).